# Dactylorhiza isculana
Dactylorhiza isculana  (лат.) — вид однодольных растений рода Пальчатокоренник (Dactylorhiza) семейства Орхидные (Orchidaceae). Растение впервые описано австрийским ботаником и коллектором видов К. Зайзером в 2002 году.

## Распространение, описание
Эндемик Австрии. Описан из местности Реттенбахталь (окрестности города Бад-Ишль, федеральная земля Верхняя Австрия), на высоте около 500 метров. Произрастает в смешанных лесах.
Клубневой геофит. Цветки фиолетового цвета.